# Schweden (Ethnie)

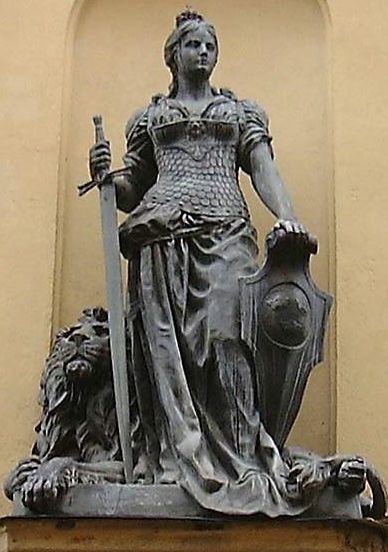
Mutter Svea gilt als nationale Personifikation Schwedens

Die Schweden bilden eine Ethnie, die als Titularnation Schwedens fungiert.

## Sprache

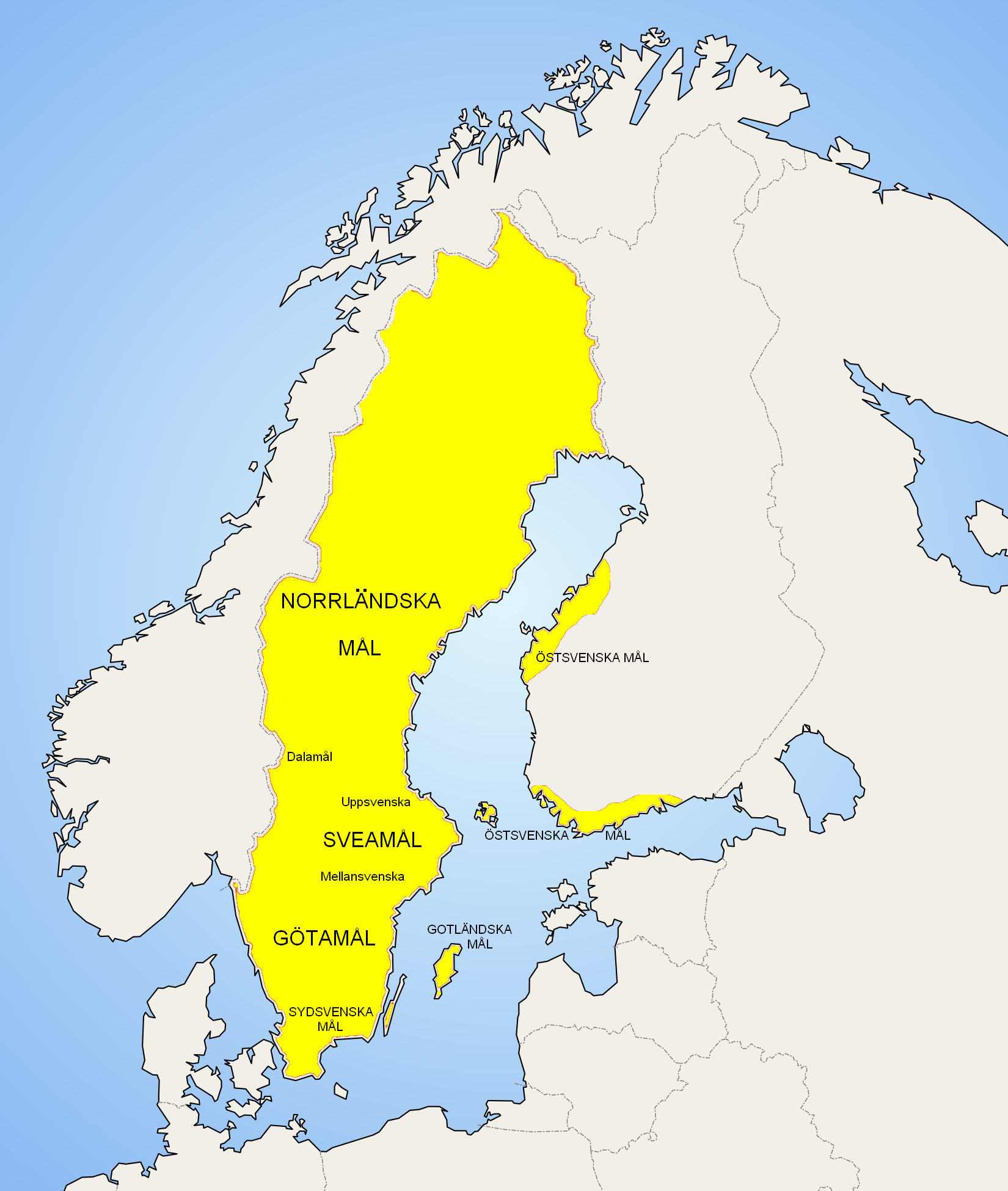
Verbreitung schwedischer Dialekte in Schweden und Finnland

Die meisten Schweden sprechen muttersprachlich die schwedische Sprache, die zum östlichen Zweig der nordgermanischen Sprachen gehört. Sie löste sich zwischen dem 10. und dem 14. Jahrhundert von den anderen skandinavischen (nordgermanischen) bzw. altnordischen (ostnordischen) Sprachen ab. Ausschlaggebend dafür waren politische und soziale Gründe, vor allem die Abgrenzung zum Dänischen.
Bis zur Mitte des 16. Jahrhunderts entstand das Standardschwedische (Reichsschwedisch), das auf dem mittelschwedischen und dem östergötländischen Dialekt basiert. Daneben existieren fünf regionale Dialekte (das in Finnland gesprochene Ostschwedisch eingerechnet).

### Gotländisch
Das einst mit dem Dialekt in Östergotland in Verbindung stehende Gotländisch hat sich nur noch auf der Insel Gotland erhalten und unterscheidet sich von den anderen Dialekten am deutlichsten, so dass es gelegentlich als eigene Sprache angesehen wird.

### Schonisch
Eine Untergruppe der Schweden mit einer starken eigenen Identität (teilweise sehen sie sich als eigenes Volk) sind die Schonen an der Südspitze Schwedens in der gleichnamigen Provinz (schwedisch: Skåne). Wegen seiner historischen, kulturellen und linguistischen Sonderrolle wird Schonen gelegentlich auch als „Schwedens Baskenland“ bezeichnet. Seine Bewohner sprechen Schonisch, einen Dialekt, der lange Zeit mit dem Dänischen in wechselseitigem Einfluss stand. Die Einordnung der mit dem ostdänischen Dialekt eng verwandten schonischen Sprache als südschwedischer Dialekt ist allerdings eher politisch bedingt als wissenschaftlich begründet. Man kann Schonisch aber als Mischsprache bzw. Übergangssprache ansehen.

### Jämtländisch
Die dem nordnorwegischen (Trondheimer) Dialekt verwandte Jämtländische Sprache in Jämtland stellt eine Übergangsform bzw. eine historische Mischsprache mit dem (westnordischen) Norwegisch dar – nicht zu verwechseln mit dem modernen Svorsk.

## Nationalmythos

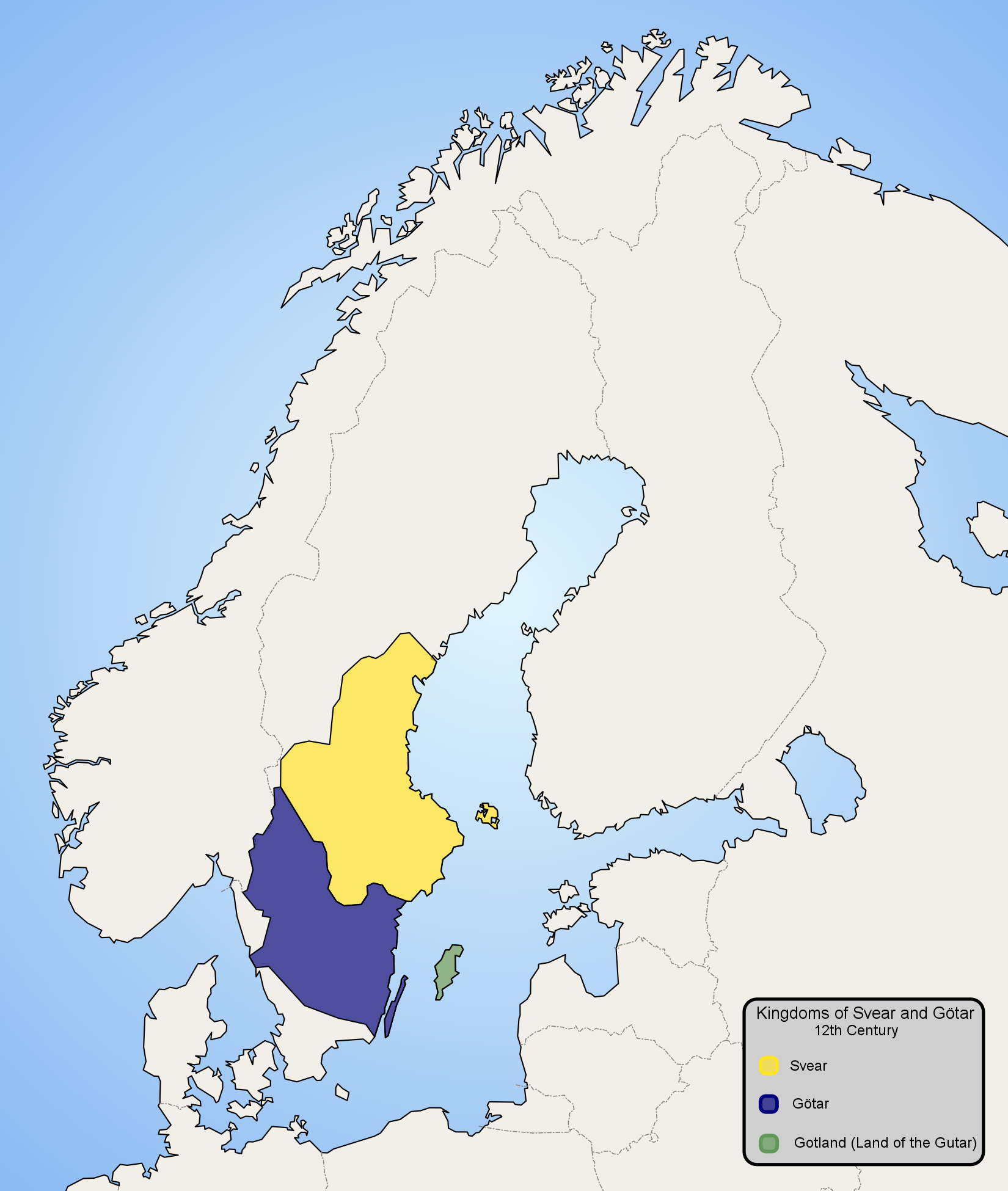
Gebiete der Svear (gelb) und Gauten (blau) im 12. Jahrhundert

Inwieweit die mittelalterlichen schwedischen Völker der Svear und Gauten mit den bereits in Tacitus’ Germania erwähnten Suionen und Sithonen des 1. Jahrhunderts oder den Goten der Völkerwanderung in Verbindung stehen, ist umstritten. Dennoch war die vermeintliche Abstammung von bzw. Verwandtschaft mit den Goten vom 17. bis zum 20. Jahrhundert im schwedischen Nationalbewusstsein populär (Gotizismus).

### Mythologie
Mythischer Stammvater der Schweden bzw. des Königsgeschlechts der Ynglinger soll Odins Sohn Yngvi gewesen sein. Yngvis Brüder Skjöld und Sæming (Säming) sollen die Stammväter der Dänen bzw. Norweger geworden sein. Dänischen Überlieferungen zufolge habe der Ynglinger-König von Uppsala drei Söhne namens Dan, Nor(i) und Østen gehabt, die Stammväter der Dänen, Norweger und Schweden wurden. Auch altnorwegisch-isländischen Sagen zufolge sei der Stammvater des norwegischen Zweigs der Ynglinger-Könige ein aus Uppsala vertriebener/geflohener Ynglinger-Prinz gewesen, und der römisch-gotische Chronist Jordanes hielt auch das Volk der Dänen für einen Unterstamm der Schweden.

### Ethnogenese
Ungefähr im 6. Jahrhundert n. Chr. schlossen sich mehrere nordgermanische Stämme in Skandinavien erstmals zu größeren Stammeseinheiten zusammen und drängten die zuvor von Nordosteuropa eingewanderte und aus finnischen Völkern (Samen/Lappen, Finnen) bestehende Vorbevölkerung immer weiter nach Norden ab. Bei der Entstehung des schwedischen Volkes spielten die am Mälarsee bzw. in Svealand (Mittelschweden) ansässigen Svear und die in Götaland (Västergötland, Östergötland und Småland) ansässigen Gauten die wichtigste Rolle. Die nordgermanischen Stämme hatten in Alt-Uppsala ein gemeinsames politisches und kulturelles Zentrum.
Zu Beginn des 7. Jahrhunderts gelang es den Svear von Uppsala (angeblich unter Führung König Ingjalds), die Gauten zu unterwerfen, das politische und wirtschaftliche Zentrum verlagerte sich von Uppsala nach Birka. Die Verschmelzung beider Völker begann erst im 8. bzw. 9. Jahrhundert und zog sich wegen anhaltender Kämpfe zwischen den früh christianisierten Gauten und den an ihrer alten nordischen Religion lange festhaltenden Svear mindestens bis ins 10. Jahrhundert hin. Eine Vermischung mit finnischen Völkern fand nicht statt. Zur Reichseinigung Schwedens und somit zur Herausbildung eines Staates im heutigen Sinne kam es erst zwischen 995 und 1060 unter König Erik VIII. und dessen Sohn Olof Skötkonung, sie ging einher mit der Christianisierung Schwedens. Neues Zentrum Schwedens wurde zunächst das christliche Sigtuna, ab der zweiten Hälfte des 13. Jahrhunderts dann Stockholm.
Im Laufe politischer Differenzierung, Verselbständigung und gegenseitiger Abgrenzung der drei nordischen Völker voneinander bildete sich zwischen dem 11. und dem 16. Jahrhundert schließlich die von Dänen und Norwegern verschiedene Nation der Schweden heraus. Hochburg der antidänischen Nationalbewegung Schwedens war die ländliche Region Dalarna. Für die Konsolidierung der Nation war letztlich die im 15. und 16. Jahrhundert vollendete Abgrenzung der überwiegend bäuerlich geprägten und vom Landadel geführten schwedischen Volkskultur vom prodänischen Bürgertum und Beamtenadel der Küstenstädte entscheidend.

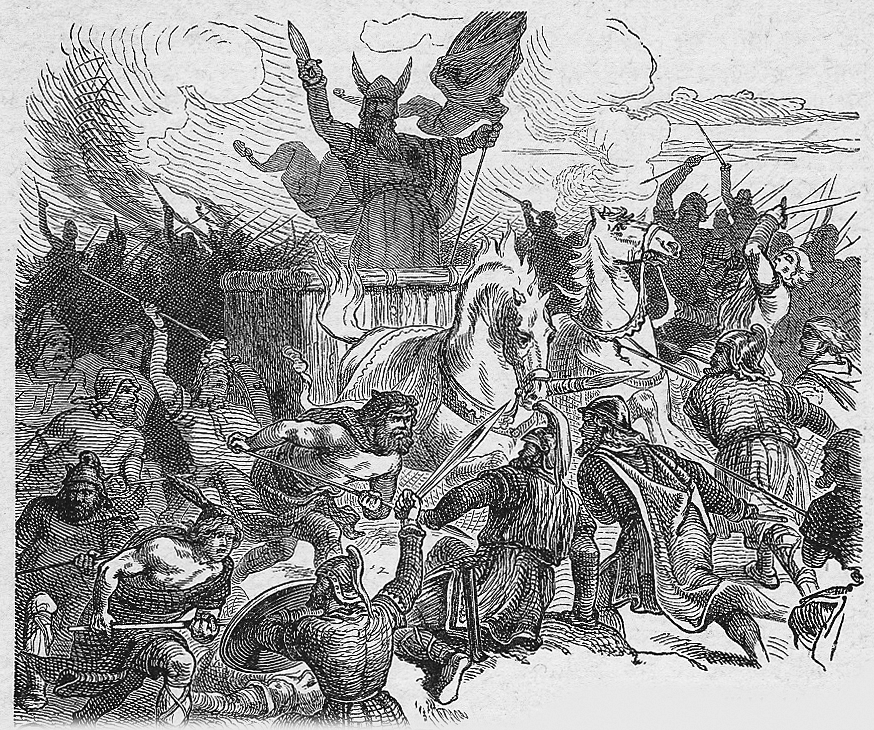
Die legendäre Schlacht von Bråvalla war der erste Höhepunkt schwedisch-dänischer Erbfeindschaft
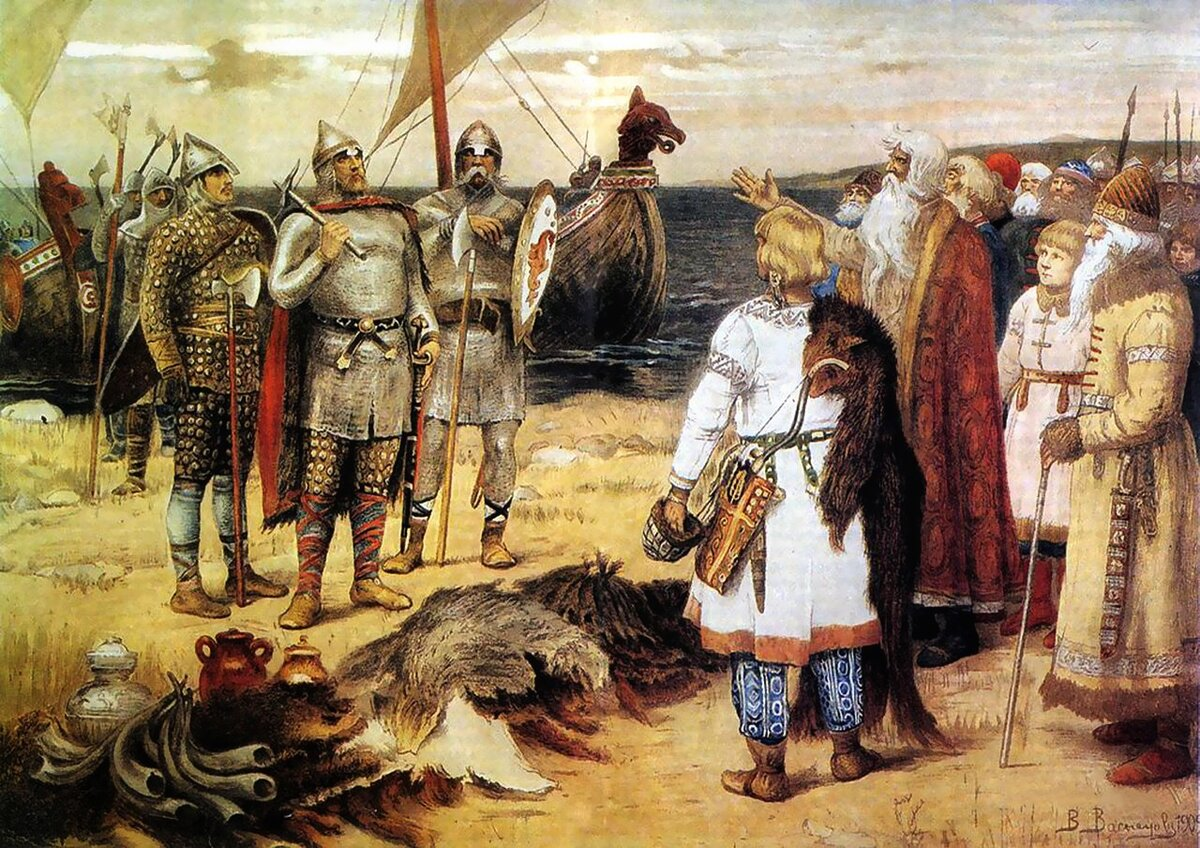
Warägerfürst Rjurik führte schwedische Wikinger nach Osten und gründete die Nowgoroder Rus
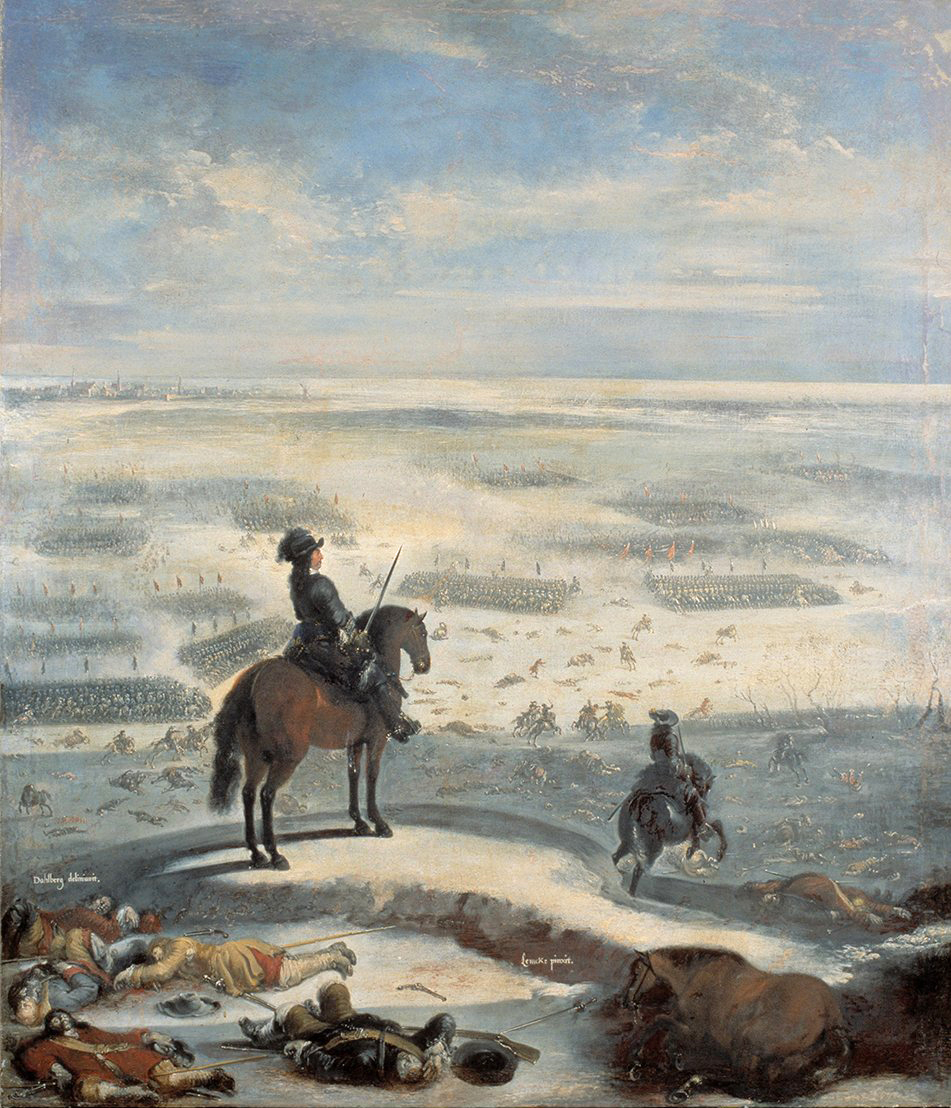
Karl X. Gustav († 1660) besiegte Dänemark und erreichte Schwedens größte Machtfülle
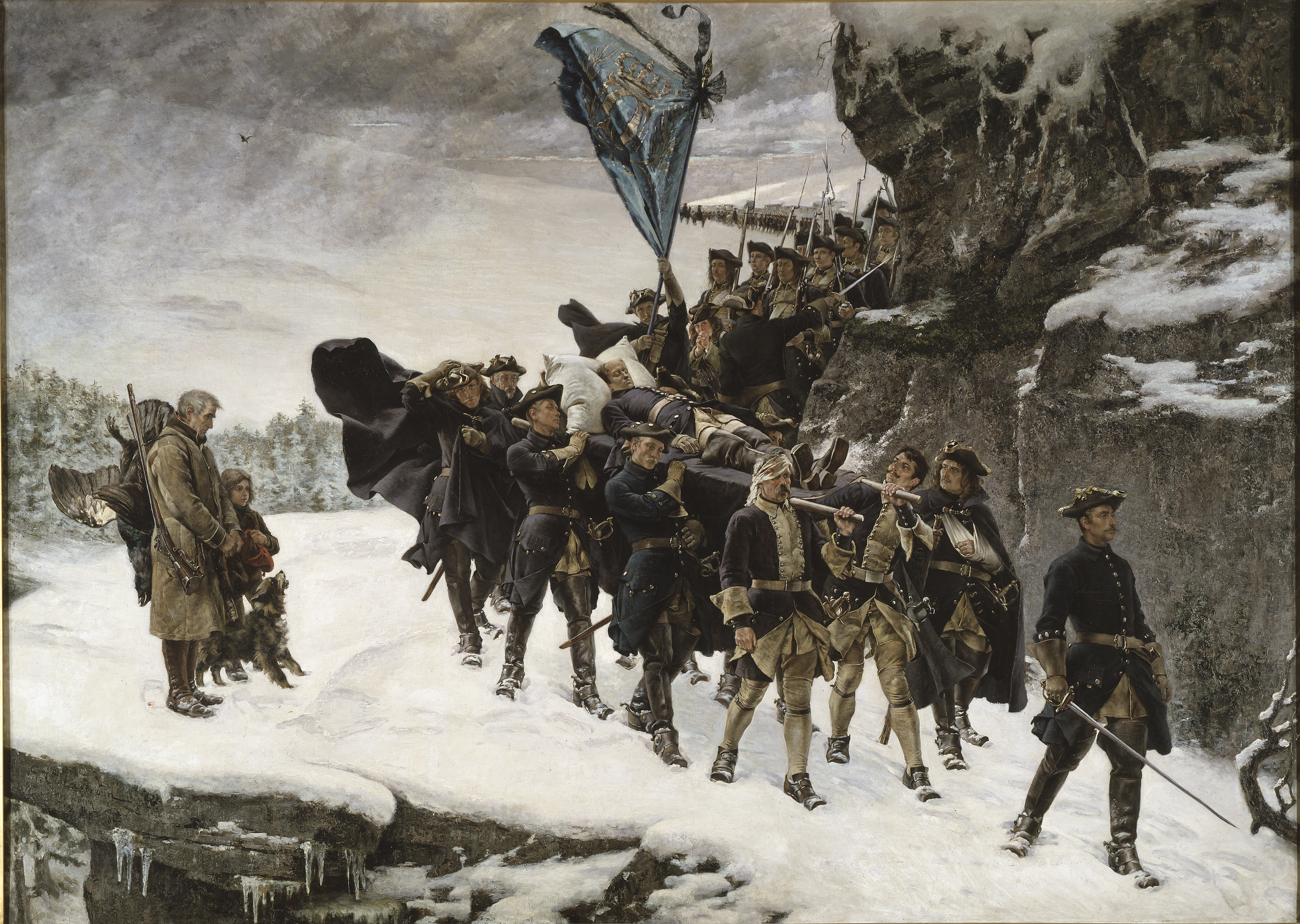
Mit Niederlage und Tod Karls XII. († 1718) ging die Ostseeherrschaft an Russland verloren

### Waräger und Kreuzritter

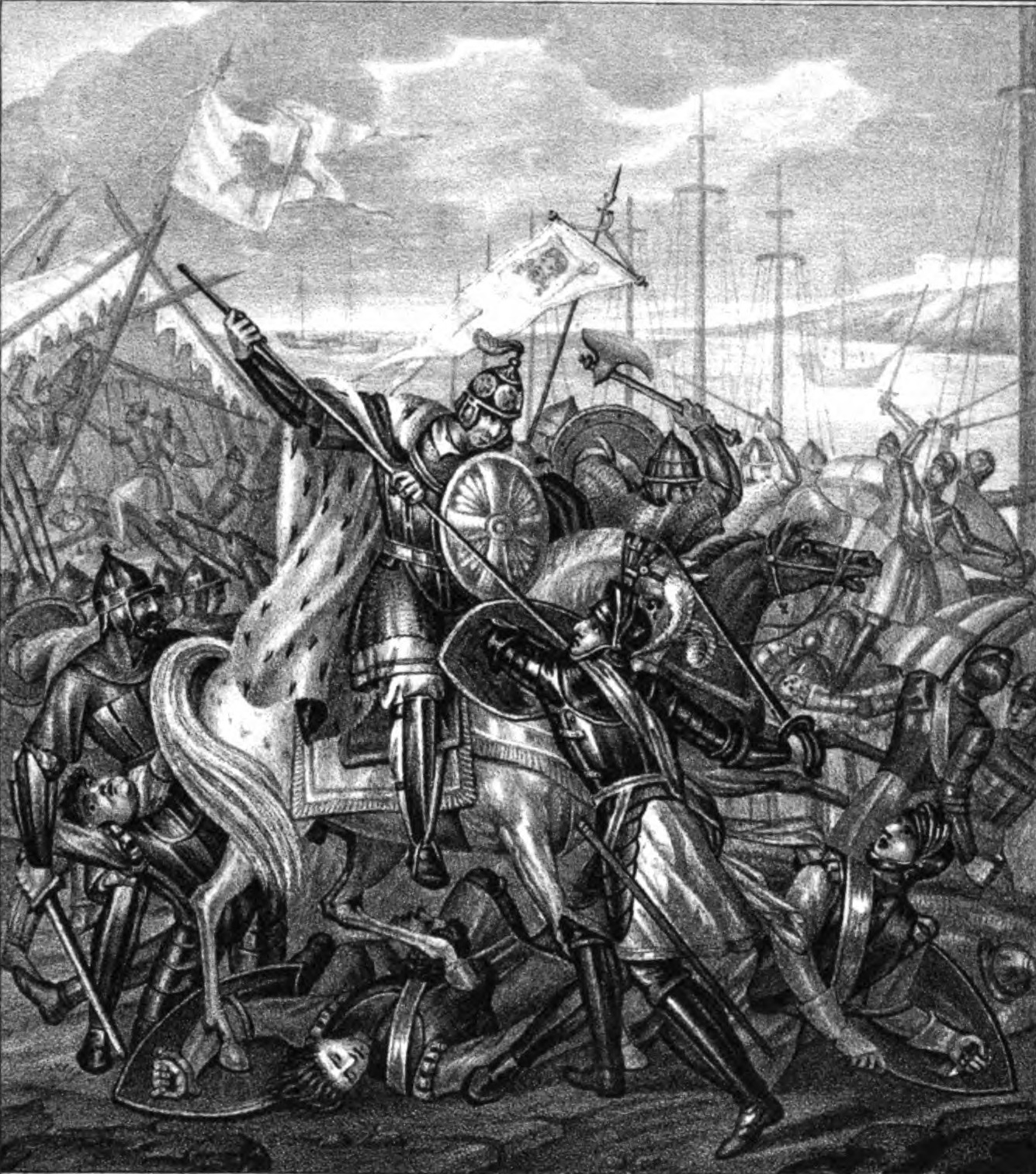
Die Niederlage an der Newa gegen die Nowgoroder unter Alexander Newski setzte der Expansion in die einstigen Waräger-Gebiete ein Ende. Schweden und Russen waren längst verschiedene Nationen geworden.

Noch während die beiden schwedischen Völker der Svear und Gauten in der Heimat um den kargen Lebensraum, um Reichseinheit und Christianisierung kämpften, ließen sich die ersten schwedischen Auswanderer, seetüchtigen Händler und beutegierigen Krieger an den gegenüberliegenden Ufern der Ostsee nieder. Erste skandinavische bzw. schwedische Siedlungen entstanden ab dem 7. Jahrhundert im lettischen Grobiņa (Seeburg), in Kurland, Livland, Estland und in Finnland. Die als Waräger bezeichneten schwedischen Wikinger siedelten ab dem 8. Jahrhundert vor allem im Gebiet von Alt-Ladoga und Holmgard (Nowgorod) und dehnten im 9. Jahrhundert unter Rurik ihre Herrschaft über die Nowgoroder Rus aus. Obwohl wiederum Ruriks Gefolgsleute Askold und Dir eine wichtige Rolle bei der Entstehung der Kiewer Rus spielten, gingen die skandinavischen Krieger und Händler im 10. und 11. Jahrhundert in der slawischen (russischen) Mehrheitsbevölkerung auf bzw. wurden assimiliert. Allerdings ist noch für die 1070er Jahre ein über Schweden herrschender König namens Anund Gårdske überliefert, der aus Alt-Ladoga (zurück) kam und bereits (orthodox?) christianisiert war. Letztlich haben die unterschiedliche Christianisierung (Schweden katholisch, die Kiewer Rus orthodox) und das kirchliche Schisma von 1054 die voneinander verschiedene Entwicklung von Schweden und russisch gewordenen Warägern besiegelt.
Nicht immer lassen sich Ostfahrten und Besiedlungen ausschließlich schwedischen Wikingern bzw. Warägern zuordnen, teilweise waren auch Dänen und Norweger beteiligt. In Westeuropa wiederum wurden zeitweise alle dänischen, norwegischen und schwedischen Wikinger pauschal als Dänen oder Normannen zusammengefasst. So waren es eigentlich schwedische Wikinger, die im 9. und 10. Jahrhundert das dänische Haithabu (Hedeby) beherrschten. Auch ein Großteil der ersten skandinavischen Siedler im englischen Holderness (Yorkshire) sollen Schweden aus Uppland gewesen sein, und Rollos Normannen, die sich im 10. Jahrhundert in der Normandie ansiedelten, seien nicht ausschließlich Dänen und Norweger, sondern auch (von den Dänen aus Schonen vertriebene) Schweden gewesen.
Eine dauerhafte Besiedlung Finnlands kam jedoch erst mit den schwedischen Kreuzzügen seit Mitte des 12. Jahrhunderts zustande, in dieser Zeit entstand in Finnland die schwedische Stadt Åbo, das heutige Turku. Nach der Niederlage an der Newa (1240) war der schwedischen Expansion in Richtung der einst warägischen Stadtgründung Nowgorod ein Ende gesetzt, ein Nowgoroder Gegenangriff auf Åbo konnte jedoch abgewehrt werden. Ende des 13. Jahrhunderts war mit der Errichtung Wyborgs die Eroberung Finnlands abgeschlossen, doch die gleichzeitig an der Newa errichteten Festungen Nöteborg und Landskrona wurden 1301 von den Nowgorodern zerstört. Erst nach der Reformation, dem Zusammenbruch des Deutschen Ordens (1561) und dem Untergang der russischen Rurikiden konnten sich die Schweden erneut Livlands bzw. Estlands bemächtigen, 1617 auch Ingermanlands und 1621 schließlich Rigas. (1610 hatten sie sogar Nowgorod besetzen können, es jedoch schon 1617 wieder herausgeben müssen.)

### Nationalstaat und Nationalismus

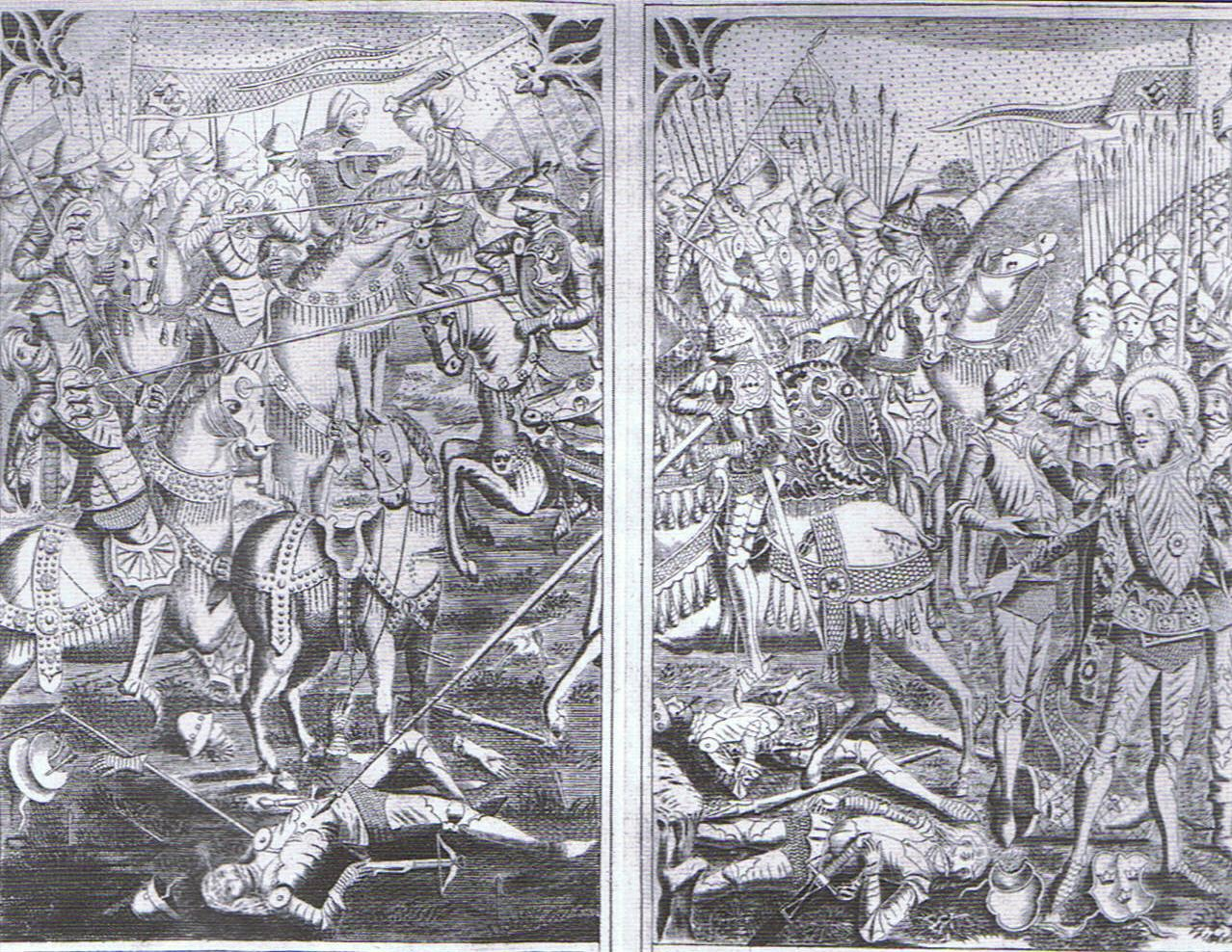
In der Schlacht am Brunkeberg (1471) behaupteten sich antidänische Schweden gegen unionistische Dänen und prodänische Schweden. Die Schlacht wurde später zum nationalen Mythos überhöht.

Der schwedische Staat entwickelte sich im 17. Jahrhundert zu einer europäischen Großmacht und vorherrschenden Macht im Ostseeraum, die die seit Jahrhunderten dänisch beherrschten Regionen Südschwedens (Skåneland: Schonen, Halland, Blekinge) sowie einige norwegische Grenzgebiete (Jämtland, Härjedalen, Bohuslän) hinzugewinnen konnte. Nach der Niederschlagung prodänischer Aufstände wurde Schonens Bevölkerung enteignet und vertrieben; schwedische Offiziersfamilien wurden angesiedelt und die Region nachhaltig schwedifiziert. In dieser schwedischen „Großmachtzeit“ erreichte der vor allem von Olaus Magnus, Johannes Bureus und Olof Rudbeck propagierte Gotizismus (großgotischer Universalismus, schwedisch Göticism) unter Gustav Adolf einen Höhepunkt. Die Großmachtzeit ging jedoch mit dem Beginn des 18. Jahrhunderts zu Ende, die Ostseeherrschaft ging im Großen Nordischen Krieg verloren. Estland, Riga und Ingermanland fielen an Russland; infolge weiterer Kriege gingen schließlich 1809 auch Finnland und die Åland-Inseln verloren. Die 1814 den Norwegern aufgezwungene Personalunion mit Schweden wurde von den Norwegern abgelehnt und brach 1905 endgültig auseinander. Seitdem ist die schwedische Nation auf das „eigentliche Schweden“ (Egentliga Sverige), das heutige Königreich Schweden, beschränkt.

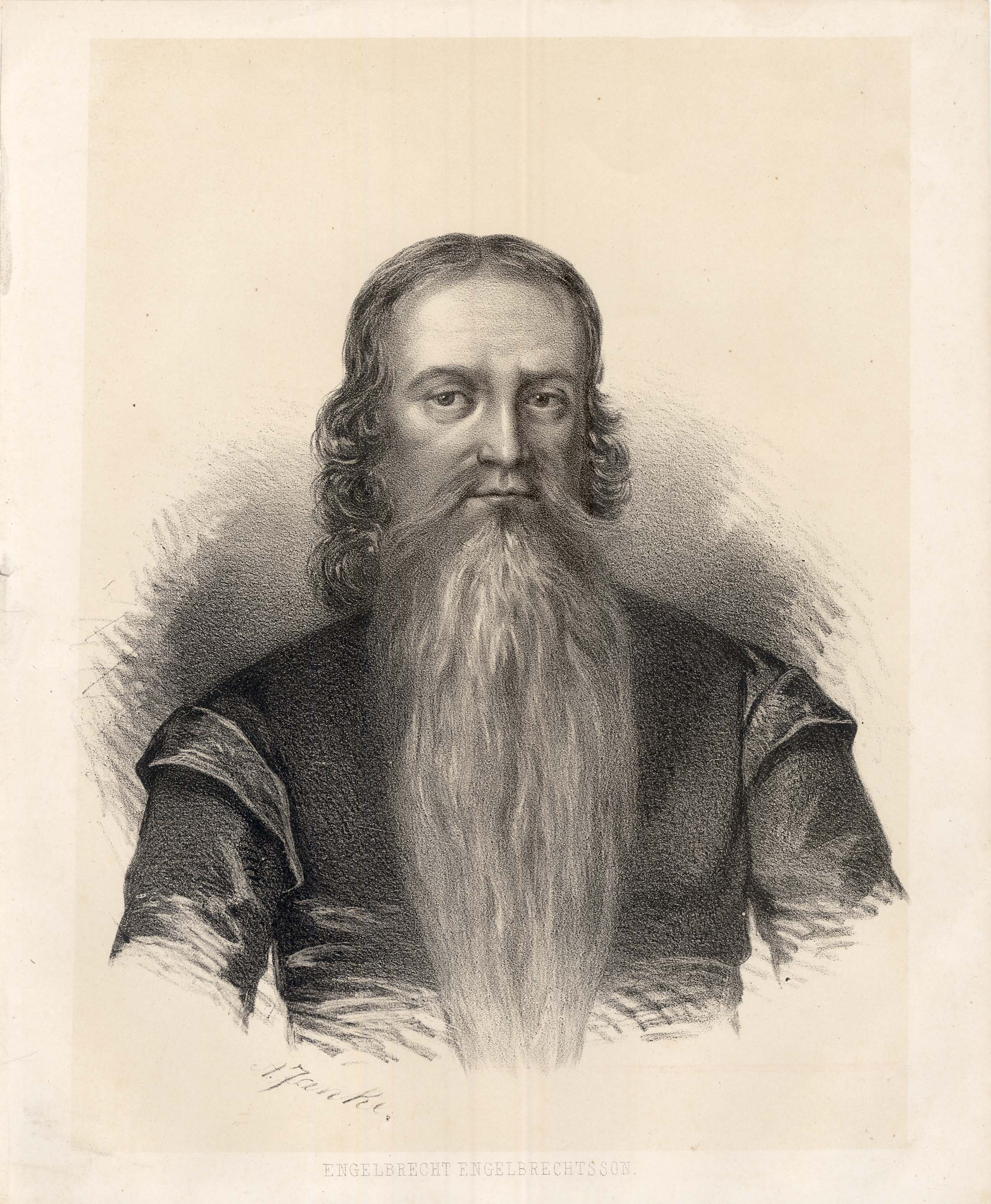
Nationalheld Engelbrekt († 1436) gilt als Vater des schwedischen Nationalgefühls
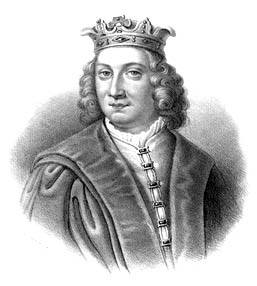
Reichsverweser Karl VIII. († 1470) begründete den schwedischen „Dänenhass“
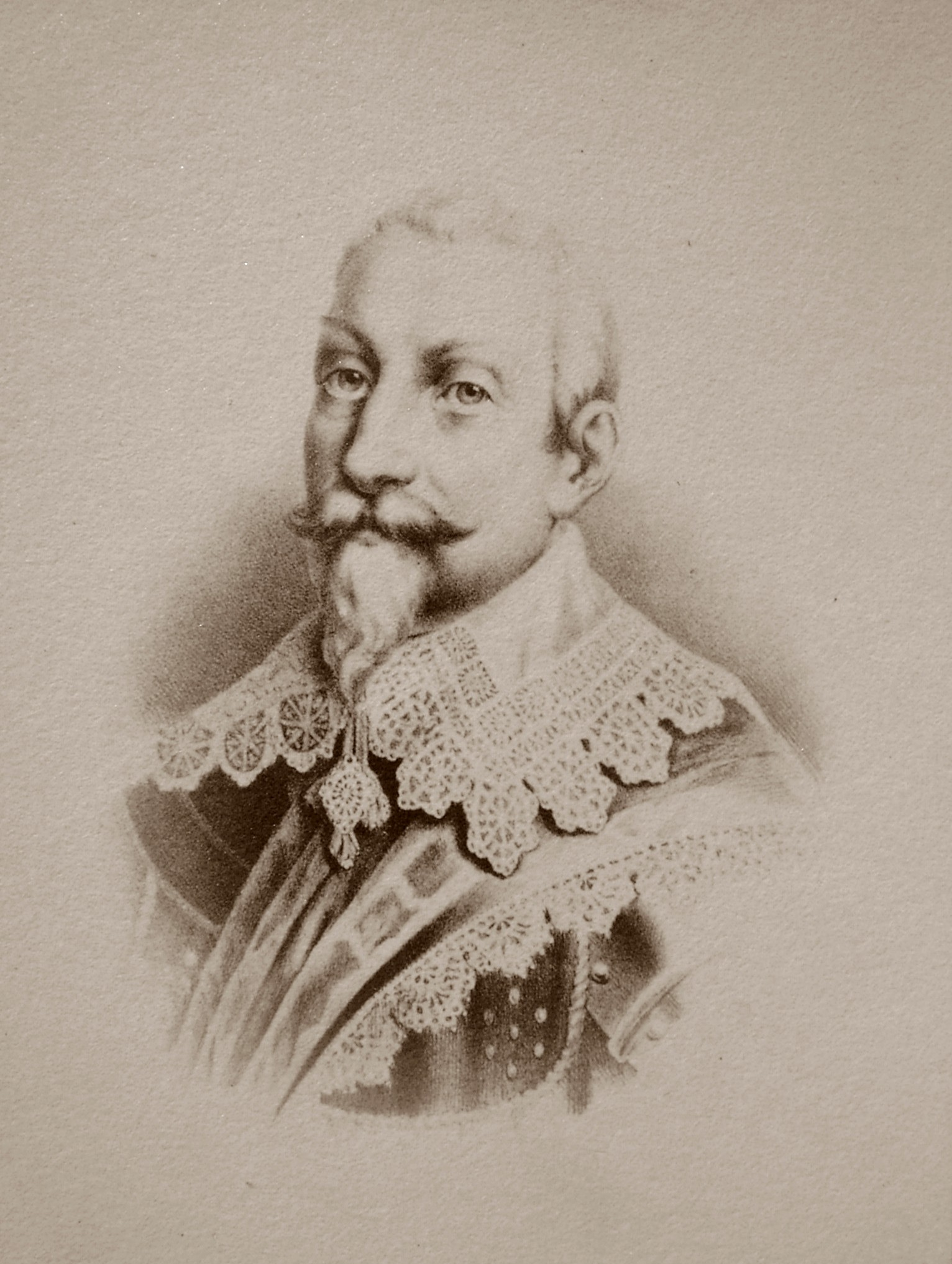
König Gustav Adolf († 1632) wurde Vorbild für einen religiösen Nationalismus
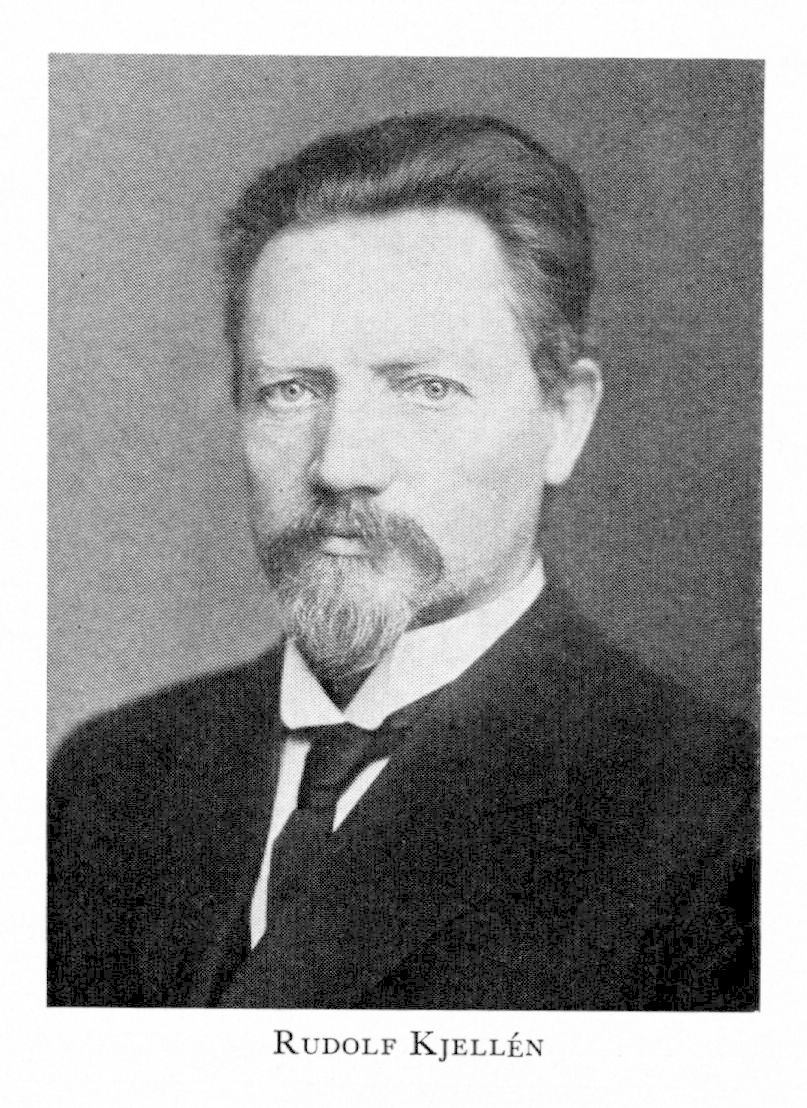
Rudolf Kjellén († 1922) vertrat einen „integralen“ konservativen Nationalismus

Mitte des 19. Jahrhunderts hatte der (vor allem von Dänemark ausgehende) nationalliberale (Pan-)Skandinavismus jenen traditionell antidänischen, Großmachtzeit-nostalgischen, religiös-begründeten und gotizistischen schwedischen Nationalismus zunächst abgelöst. Mithilfe der panskandinavistischen Ideologie die Vorherrschaft über Norwegen aufrechtzuerhalten, war jedoch gescheitert. Vor allem aber war der schwedische Panskandinavismus antirussisch und hat zu einer bis ins 20. Jahrhundert anhaltenden traditionellen Russophobie beigetragen. Mit dem Ende der Union, dem Ersten Weltkrieg und der revolutionären Nachkriegskrise hatte sich dann zu Beginn des 20. Jahrhunderts Rudolf Kjelléns konservatives Volksheim-Konzept (Folkhemmet) verbreitet, das von schwedischen Nationalreligiösen, Sozialdemokraten und Nationalsozialisten unterschiedlich interpretiert und weiterentwickelt wurde.
Die nationalreligiöse Auslegung sah die Schweden als ein auserwähltes „Volk Gottes“ und war antipolnisch (antikatholisch) und antirussisch (antiorthodox, antikommunistisch). Die sozialdemokratische Auslegung hatte einen multiethnischen Wohlfahrtsstaat zum Ziel, förderte die Zuwanderung und war etwa von den 1930er bis zu den 1990er Jahren vorherrschende Staatsdoktrin. Demgegenüber ist die rechtsnationalistische Auffassung extrem fremdenfeindlich. Sie behauptet, dass das südschwedische Skåneland (bzw. Västergötland, vgl. Götaland-Theorie) die eigentliche Urheimat der Germanen (und Kelten) gewesen sei, und überbetont den Umstand, dass die Schweden niemals von fremden Völkern unterworfen und kulturell „überfremdet“ wurden bzw. sich niemals mit anderen Völkern vermischt hatten – trotz der dänischen Fremdherrschaft, einer gewissen Vermischung mit dem baltischen Adel sowie französischen, niederländischen und deutschen Kultureinflüssen. Kolportiert wird diese nationalistische Fremdenfeindlichkeit vor allem von den rechtspopulistischen Schwedendemokraten (und den Nationaldemokraten); sie hat ihre Hochburgen im dichtbevölkerten Schonen und einigen Vororten Stockholms.

## Religion
Erste Ansätze einer Christianisierung Schwedens hatte es schon im 9. Jahrhundert gegeben. König Björn von Birka hatte den fränkischen Kaiser um Missionare gebeten, doch blieben die von Hamburg ausgehenden Missionierungsbemühungen des Heiligen Ansgar († 865), Rimberts († 888) und des Bischofs Unni († 936) zunächst erfolglos; die meisten Schweden hielten länger als Dänen oder Norweger an ihrem alten germanischen Götterglauben fest. Bereits irgendwann zwischen 860 und 867 sollen die Kiewer Waräger Askold und Dir von einem (ersten) Angriff auf Konstantinopel getauft zurückgekehrt sein, 988 wurde in der Kiewer Rus das (orthodoxe) Christentum eingeführt. Während auch die schwedischen Wikinger in Haithabu wohl schon um 950 bekehrt wurden, begann das (katholische) Christentum in Schweden seinen allmählichen Siegeszug erst mit der Taufe Olofs III. im Jahr 1002 oder 1008 durch den Heiligen Siegfried. Dennoch war um 1014 lediglich Västergötland christianisiert, Kämpfe zwischen überwiegend christlichen Gauten (in Västergötland und Östergötland) und überwiegend nichtchristlichen Svear (in Svealand) hielten an. König Inge I. ließ um 1087 den heidnischen Tempel von Uppsala zerstören, doch erst unter Sverker I., der 1133 eine Kirche über den Ruinen des einstigen Tempels errichten ließ, bzw. unter Erik dem Heiligen, der sich 1154/55 sogar bemühte, das Christentum mit einem Kreuzzug von Schweden nach Finnland auszubreiten, setzte sich der neue Glaube durch. Eriks Nachfolger Karl VII. erlangte 1164 mit der Errichtung des Erzbistums Uppsala eine vom dänischen Erzbistum Lund unabhängige schwedische Kirche, auch wenn dynastische Kämpfe zwischen Gauten und Svear noch etwa bis 1250 andauerten. Der kirchenfreundliche Sieger in diesen Kämpfen, König Birger Jarl († 1266), unternahm weitere, nachhaltigere Kreuzzüge gegen Finnland. Die im 14. Jahrhundert wirkenden Birgitta von Schweden und Katharina von Schweden wurden später ebenfalls heiliggesprochen, Birgitta sogar in die Riege der Patrone Europas aufgenommen.
Trotz etwa 1000 Jahren Christianisierung haben sich in der schwedischen Volkskultur vorchristliche Traditionen, wie etwa das Mittsommerfest zur Sommersonnenwende, das Julfest zur Wintersonnenwende sowie der Glaube an Trolle, Dämonen usw. bis heute erhalten.

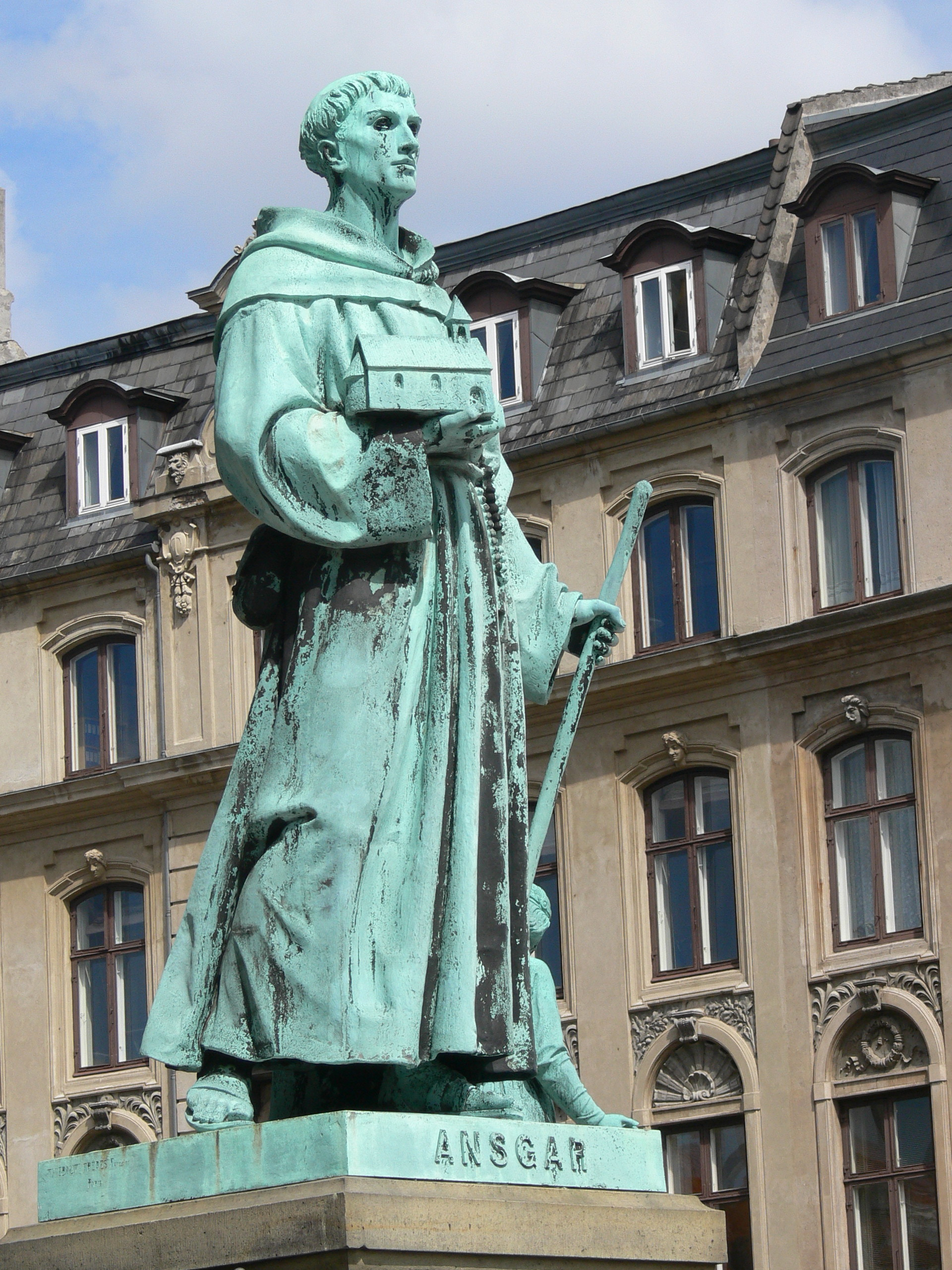
Mit dem Heiligen Ansgar begann ab 829 die Christianisierung der Dänen und Schweden
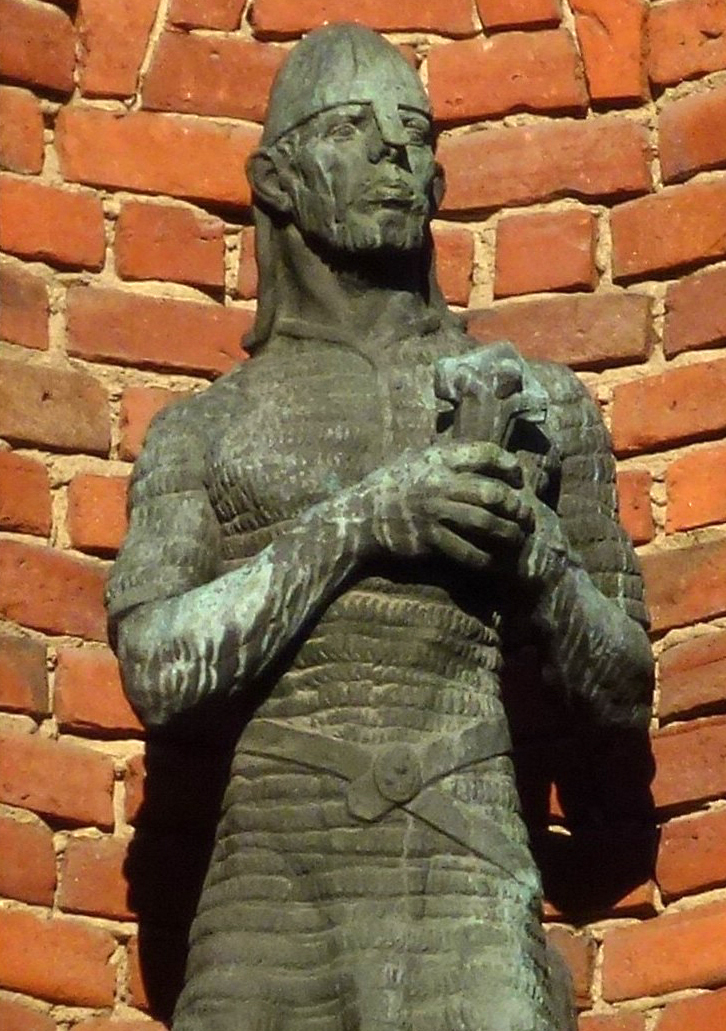
Olof III. († 1022) war der erste christliche König Schwedens und erster Reichseiniger
Als schwedischer Schutzheiliger ist Erik IX. († 1160) im Stockholmer Wappen verewigt
Gustav I. Wasa trennte die Schweden von den Dänen und führte 1527 die Reformation ein

Während des Dänisch-Schwedischen Krieges (1501–1512) hatte der Papst den Bischof von Linköping, den schwedischen Reichsverweser und all jene Reichsräte gebannt, die sich gegen den dänischen Unionskönig erhoben hatten. Schwedens katholischer Klerus um Erzbischof Gustav Trolle hatte bis zuletzt den dänischen Unionskönig unterstützt. Für Trolles Absetzung wurde auch Gustav I. Wasa vom Papst gebannt. Die Einführung der Reformation durch das Wirken Olaus Petris bot dem ab 1523 endgültig unabhängigen schwedischen Nationalkönigtum 1527/31 die Chance, die Verschiedenheit der Schweden von den zunächst noch katholischen Dänen herauszustellen. Die erste schwedische Bibelübersetzung, die Gustav-Wasa-Bibel, kodifizierte die reichsschwedische Schriftsprache. Doch traten spätestens 1536 auch die Dänen ebenfalls zum lutherischen Glauben über, während die zunächst ebenfalls noch katholischen schwedischen Bauern sich im Dacke-Aufstand noch bis 1543 den Auswirkungen der Reformation widersetzten. Unter Johann III., vor allem aber unter seinem Sohn Sigismund III. drohte die Rekatholisierung Schwedens, da Sigismund 1587 wieder zum katholischen Glauben gewechselt war, um auch König von Polen werden zu können. Sigismund wurde 1599 schließlich von Karl IX. abgesetzt und die Wasa-Dynastie spaltete sich, was zu langjährigen Kriegen mit Polen führte. Schwedens König musste fortan Lutheraner sein und sich gegen die polnischen Wasa behaupten. Karls Sohn Gustav Adolf besiegte die Polen ebenso wie die orthodoxen Russen und fühlte sich in seinem religiösen Sendungsbewusstsein berufen, zugunsten der protestantischen Reichsfürsten auch im Deutschen Reich zu intervenieren, wo er während des Dreißigjährigen Krieges fiel. Ausgerechnet seine Tochter Christina dankte 1654 als Königin ab, um wieder katholisch werden zu können, doch mit neuen Siegen ihres Nachfolgers Karl X. Gustav über Polen und dem Ende der polnischen Wasa (1668) war der lutherische Glaube in Schweden endgültig befestigt. Ein sich an Gustav Adolf orientierendes religiöses Sendungsbewusstsein und nationale Selbstüberschätzung verleiteten auch Karl XII. dazu, im Großen Nordischen Krieg (1700–1721) deutsche Katholiken und orthodoxe Russen gleichzeitig zu bekämpfen, ohne das traditionelle Bündnis mit dem katholischen Frankreich fortzuführen. Der Krieg endete mit enormen Verlusten, Verwüstungen weiter Teile Schwedens, dem Tod des Königs und schließlich der Aufgabe der traditionellen skandinavischen Gebiete in Estland.

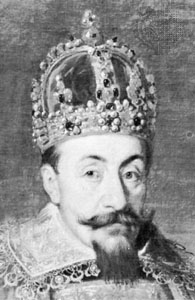
Mit Sigismunds III. Sturz scheiterte 1599 die Rekatholisierung und die Personalunion mit Polen
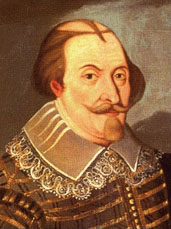
Karl IX. († 1611) stürzte Sigismund und sicherte die lutherische Ausrichtung Schwedens
Christina, Gustav Adolfs Tochter, dankte 1654 ab und trat zum Katholizismus über
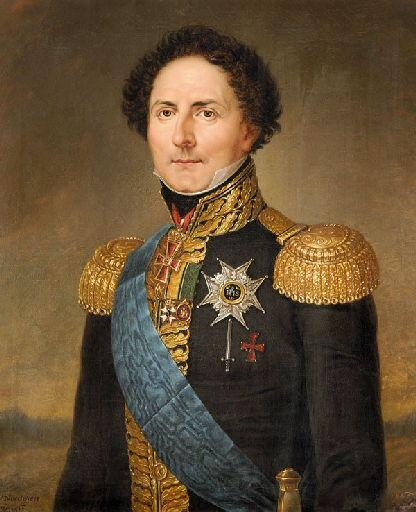
Bernadotte konvertierte 1810 zum Luthertum, um König werden zu können

Heute sollen zwischen 68 und 90 Prozent der Bevölkerung Schwedens zur evangelisch-lutherischen Konfession gehören, doch kaum 5 Prozent aller Schweden gehen regelmäßig in die Kirche. Die evangelisch-lutherische Schwedische Kirche genießt in der schwedischen Verfassung eine privilegierte Stellung, die der einer Staatskirche ähnelt. Erst seit 1951 ist die Religionsfreiheit gesetzlich verankert, bis dahin mussten auch Regierungsmitglieder in der lutherischen Staatskirche sein. Während einer Krise im November 1983 drohte kurzzeitig die Spaltung der Staatskirche, als zahlreiche Pfarrer und Laien aus Protest gegen die wachsende Politisierung der Kirche eine eigene Synode bilden wollten. Die evangelisch-lutherische Kirche ist zwar seit 2000 offiziell nicht mehr Staatskirche, das königliche Staatsoberhaupt muss aber ebenso wie der Thronfolger nach wie vor lutherisch sein.

## Diasporaschweden
Von den neun Millionen Einwohnern Schwedens sind zwischen 86 und 90 Prozent ethnische Schweden, die übrigen sind Samen, Finnen und Bürger mit Migrationshintergrund. Zahlreiche Schweden und Nachfahren schwedischstämmiger Siedler beziehungsweise Auswanderer leben zudem in den nordeuropäischen Nachbarstaaten und den baltischen Staaten, aber auch in Spanien und vor allem in den Vereinigten Staaten und Kanada.

### Finnlandschweden
In Finnland gibt es mit den fast 300.000 Finnlandschweden einen schwedischsprachigen Bevölkerungsteil, der mindestens 5,6 % der Gesamtbevölkerung ausmacht. Gelegentlich wird zwischen den Finnlandschweden des Festlands („Finnländer“) und denen der Åland-Inseln („Äländer“) unterschieden: Erstere siedelten sich erst ab dem 12. Jahrhundert zwischen der finnischen Urbevölkerung an, während letztere schon im 7. Jahrhundert die damals unbewohnten Inseln besiedelten.
Die große Mehrheit der Finnlandschweden sieht sich jedoch nicht dem schwedischen Volk oder der schwedischen Kultur zugehörig. Im Jahr 2005 veranlasste der Svenska Finlands folkting, die offizielle Interessensvertretung der Finnlandschweden, eine Untersuchung zur Identität der Finnlandschweden. Dabei gaben 82 % der Befragten an, finnlandschwedisch zu sein, bedeute „Zugehörigkeit zu einer eigenen Kultur, aber auch Finne unter allen anderen Finnen zu sein“. Schweden und die schwedische Kultur empfanden 59 % der Befragten als „interessant, aber fernliegend“, weitere 9 % als „völlig uninteressant“.
Diese Distanzierung hat historische Ursachen. Während des für ganz Schweden katastrophalen Großen Nordischen Krieges hatte vor allem Finnland von 1700 bis 1721 unter Zerstörung, Bevölkerungsverlusten, russischer Besetzung und Verwüstung sowohl der Küstenregionen als auch des Inlands leiden müssen, und ähnliches hatte sich 1741–1743 und 1788–1790 wiederholt. Der um seine Existenzgrundlagen fürchtende finnlandschwedische Adel opponierte daher zunehmend gegen eine antirussische Ausrichtung der schwedischen Politik und der Volksmeinung in Schweden. Der finnlandschwedische Anjalabund versuchte 1788 sogar, König Gustav III. zu stürzen und/oder Finnland mit russischer Hilfe von Schweden zu lösen. Nachdem im Ergebnis eines weiteren Russisch-Schwedischen Krieges 1809 schließlich ganz Finnland an Russland gefallen war, arrangierte sich die finnlandschwedische Oberschicht mit der neuen russischen Herrschaft. Nach der Unabhängigkeit Finnlands von Russland (1917) wurden die Finnlandschweden als nationale Minderheit geschützt und erhielten auf den Åland-Inseln eine sehr weitreichende Autonomie. Proschwedische Nationalisten beklagen daher, dass die Åland-Schweden keine Ambitionen zeigen, ihre regionale Autonomie und ihre Privilegien innerhalb Finnlands zugunsten eines Anschlusses an einen zentralregierten schwedischen Nationalstaat aufzugeben.

### Estlandschweden
An der estnischen Westküste und auf den estnischen Ostseeinseln Dagö und Ösel lebte spätestens seit dem 13. Jahrhundert eine skandinavische Minderheit, die 1943/44 zum größten Teil nach Schweden umgesiedelt wurde. Bei der Volkszählung wurden 1989 in Estland noch knapp 300 Schweden gezählt. Trotz der geringen Zahl wird das schwedische Erbe in Estland seit den 1990er Jahren wieder durch Museen und zweisprachige Ortsschilder gepflegt. Die Estlandschweden sprechen eine eigentümliche Variante des ostschwedischen Dialekts, das Estlandschwedische.
Bereits 1781/82 waren etliche estlandschwedische Familien von Dagö in die Ukraine ausgewandert, um der drohenden Leibeigenschaft in Russland zu entgehen. Sie gründeten dort die Stadt Gammalsvenskby (deutsch Altschwedendorf). Nach der russischen Revolution siedelten die meisten Schweden aus Gammalsvenskby nach Schweden um. Viele zogen in der Folge weiter nach Kanada, einzelne Familien kehrten in die Ukraine zurück. Heute leben noch 150–200 Schwedischstämmige in Gammalsvenskby.

### Schweden in Norwegen

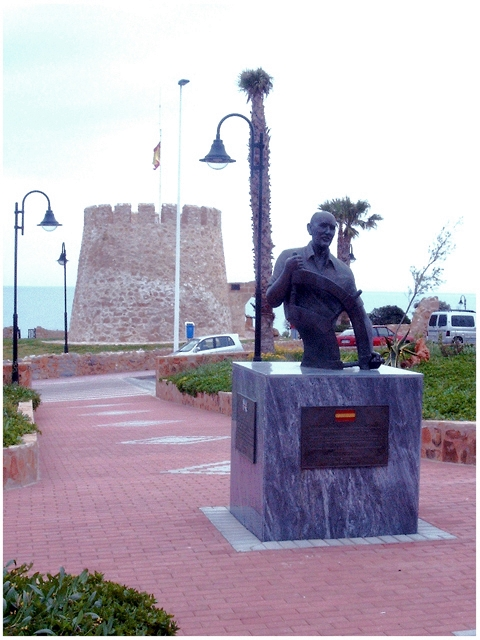
Denkmal für Nils Göbel in Torrevieja: Als schwedischer Konsul in Spanien förderte er ab 1963 die Ansiedlung von Schweden und Norwegern an der Costa Blanca

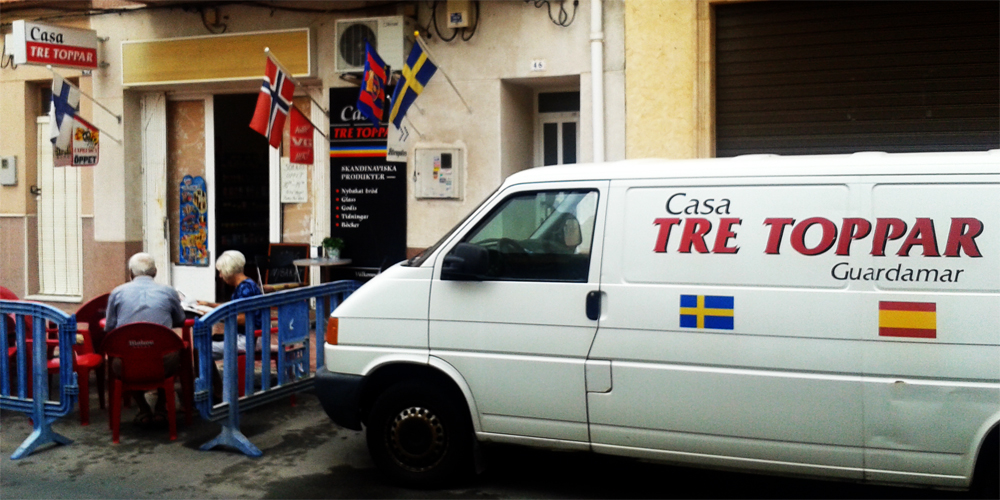
Schwedischer Shop in Torreviejas Nachbarort Guardamar del Segura

Nach Finnland ist das benachbarte Norwegen jenes nordeuropäische Land mit der zweitgrößten schwedischen Gemeinde außerhalb Schwedens. Die Schweden in Norwegen sind sowohl Nachkommen schwedischer Siedler und Kolonisten aus den Zeiten früherer schwedisch-norwegischer Personalunionen (zuletzt 1814 bis 1905) als auch schwedische Staatsbürger, die sich in jüngerer Zeit ganz oder teilweise in Norwegen niedergelassen haben. Erstere haben die norwegische Staatsbürgerschaft und werden daher meist nicht gesondert erfasst, letztere stellen die Mehrheit unter den vier Prozent aus EU-Staaten eingewanderten Ausländern. Ihre Anzahl beträgt bis zu 30.000.

### Schweden in Deutschland
Nach Statistiken gibt es zwischen 23.000 und 50.000 Schweden in Deutschland. Nach dem Dreißigjährigen Krieg übertrug der Westfälische Frieden 1648 Schweden die beiden Bistümer Bremen-Verden mit der Exklave Wildeshausen. Diese wurden alle im Friedensvertrag von 1719 an Hannover abgetreten. Durch den Westfälischen Frieden 1648 erhielt Schweden das schwedische Pommern an der deutschen Ostseeküste. Das gesamte Herzogtum Pommern befand sich bereits seit dem Vertrag von Stettin (1630) unter schwedischer Kontrolle, und im Vertrag von Stettin (1653) einigten sich Schweden und Brandenburg auf die endgültigen Bedingungen für die Teilung des Herzogtums, wobei Schweden den westlichen Teil behielt (Westpommern, Vorpommern) einschließlich Stettin. 1720 wurden die südlichen Teile des schwedischen Pommern mit der Stadt Stettin und den Inseln Usedom und Wollin nach dem Großen Nordischen Krieg an das Königreich Preußen abgetreten. Die Hauptstadt wurde nach Greifswald verlegt. 1814 wurde der Rest mit der Stadt Stralsund und der Insel Rügen an Dänemark abgetreten, das im Gegenzug Norwegen an den schwedischen König gemäß dem Kieler Vertrag abgab, der auf den Zweiten Krieg gegen Napoleon folgte. Der Kieler Vertrag trat jedoch nie in Kraft: Stattdessen ging die Souveränität Westpommerns an das Königreich Preußen über, das bereits die östlichen Teile besaß und sie in die Provinz Pommern verschmolz. Norwegen erklärte seine Unabhängigkeit, wurde aber nach einem kurzen Krieg zu einer Personalunion mit Schweden gezwungen. Schweden erhielt im Westfälischen Frieden (1648) die deutsche Stadt Wismar mit der umliegenden Landschaft. 1803 wurde Wismar gegen ein Darlehen verpfändet und die Kontrolle an Mecklenburg übergeben. Das Darlehen geriet 1903 in Verzug, aber Schweden hob sein Recht auf Wiedererlangung der Kontrolle über die deutsche Exklave auf und erhielt damit nominell seine derzeitige territoriale Verfassung.

### Schweden in Spanien
Nach Angaben der schwedischen Botschaft in Spanien sollen bis zu 90.000 Schweden in dem südeuropäischen Land leben. Sie konzentrieren sich in der Provinz Alicante an der Mittelmeerküste (Costa Blanca), vor allem in der Küstenstadt Torrevieja, wo es unter anderem sogar eine schwedische Kirche gibt. Bei den an der Costa Blanca ansässigen schwedischen Residenten handelt es vor allem um Pensionäre. Betrug ihre Anzahl in der Provinz Alicante 1999 erst 5443, so stieg sie bis 2011 auf 6483 an. Zu Beginn des Jahres 2012 gab es allein in Torrevieja 3107 Schweden, zu Beginn des Jahres 2014 waren es dort bereits 3206. Der von einigen skandinavischen Immigranten in Spanien wiederaufgegriffene Gotizismus verärgert jedoch viele Spanier.

### Schwedischstämmige in den USA

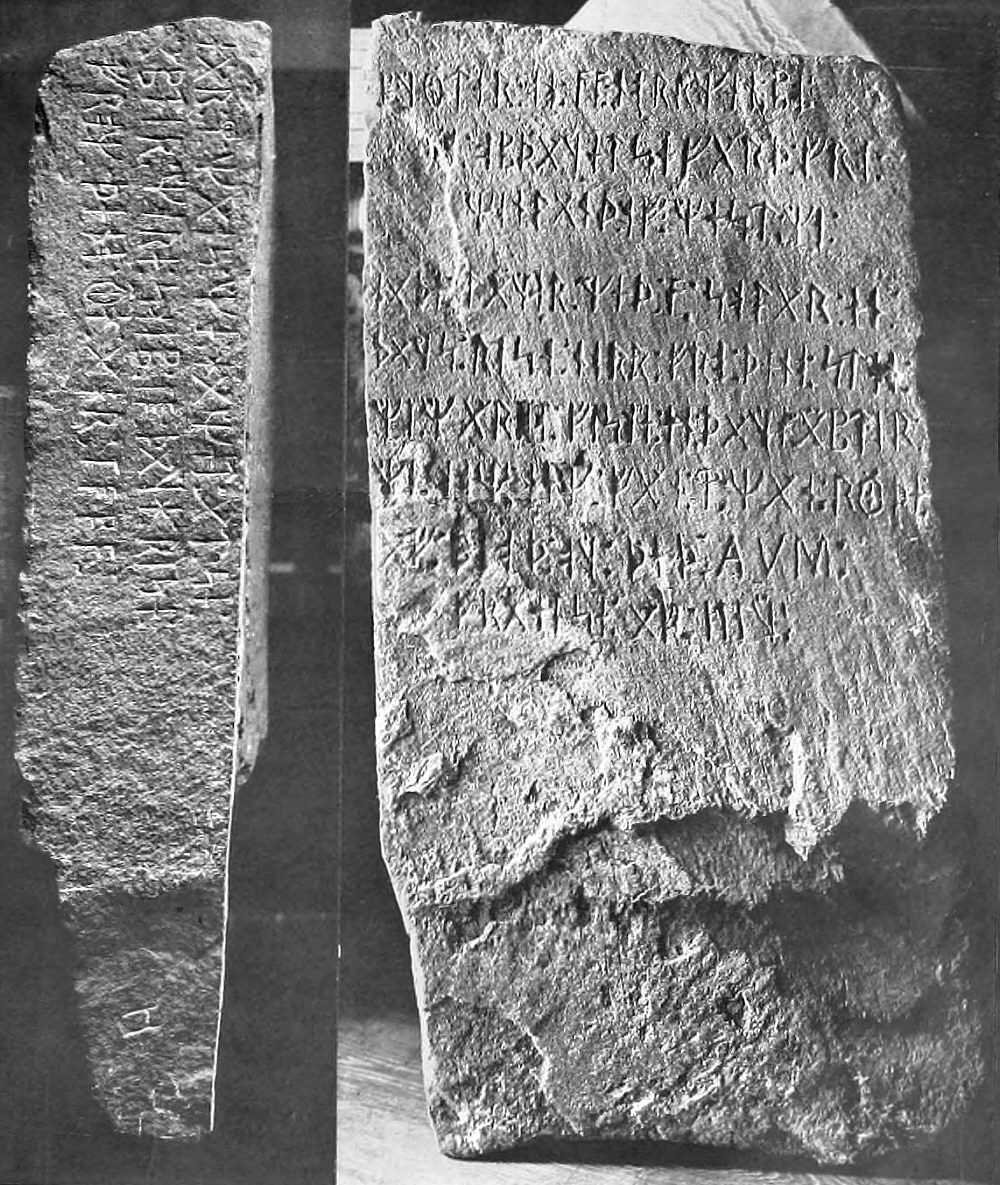
Ausgerechnet in Minnesota, wo die meisten Skandinavischstämmigen leben, wurde der Runenstein von Kensington gefunden, der eine frühere schwedische Präsenz in Nordamerika schon im 14. Jahrhundert beweisen sollte. Der Stein gilt als Fälschung.

Bereits in der Mitte des 17. Jahrhunderts hatte Schweden kurzzeitig Kolonien in Nordamerika gegründet (Neuschweden). Da diese aber rasch wieder verloren gingen, kam es zu keiner nachhaltigen oder nennenswerten Ansiedlung von Kolonisten. Im Jahr 1790 lebten erst rund 20.000 Schweden in den USA. Die heutigen schwedischstämmigen Amerikaner sind vor allem Nachkommen schwedischer Auswanderer des 19. und 20. Jahrhunderts. (Wie schon im 17. Jahrhundert, so soll auch noch im 19. Jahrhundert ein Großteil der schwedischen Auswanderer finnische Wurzeln gehabt haben.) Höhepunkt der Auswanderung waren die 1880er Jahre mit etwa 347.000 Auswanderern, allein in den Rekordjahren 1882 und 1887 verließen 50.000 bzw. fast 47.000 Schweden ihr Land. Bis 1920 waren es bereits über 1 Million, bis 1930 etwa 1,2 Millionen, bis 1940 waren bereits 1,325 Millionen Schweden in die USA ausgewandert. Anders als die rasch assimilierten Deutschamerikaner haben die Schwedenamerikaner oft familiäre Bindungen in die alte Heimat bewahrt. Das erleichterte eine Rückwanderung, die seit der Weltwirtschaftskrise 1929 überwog.
Innerhalb eines Jahrhunderts (zwischen 1820 und 1929) sind über 20 Prozent aller Schweden in die USA eingewandert. Insgesamt wanderten zwischen 1820 und 1993 etwa 1,395 Millionen Schweden in die USA ein (dazu 755.000 Norweger, die 1820–1868 zusammen mit den Schweden erfasst wurden; sowie 350.000 Emigranten aus Finnland, unter denen der Anteil an Finnlandschweden nicht erfasst wurde).
Die zweite Generation dieser Einwanderernachkommen heiratete zunächst noch überwiegend innerhalb der schwedischen bzw. skandinavischen Minderheit, aber auch Angehörige der Nachkommen eingewanderter Deutscher. Die dritte Generation von Nachkommen begann, sich auch mit angelsächsisch-protestantischen Amerikanern und anderen protestantischen europäischstämmigen Minderheiten zu vermischen. Daraus ergab sich für das Jahr 1990 eine Zahl von etwa 4,68 Millionen bzw. für 2010 etwa 4,089 Millionen Einwohnern schwedischer Abstammung (gegenüber 4,3 Millionen Amerikanern norwegischer Abstammung), die meisten von ihnen lebten in den US-Bundesstaaten Minnesota (wo auch die meisten Norwegischstämmigen leben, dort vor allem in Minneapolis) Illinois (Chicago), Wisconsin und Kalifornien. Doch nur noch 131.000 aller skandinavischen Abkömmlinge sprechen eine der skandinavischen Sprachen als Muttersprache. Die Tendenz ist rückläufig: Im Jahr 2007 gab es noch fast 135.000 Sprecher skandinavischer Sprachen (bei 4,34 Mio. Schwedischstämmigen und 4,66 Mio. Norwegischstämmigen), 1990 sprachen von damals 4,68 Mio. schwedischstämmigen Amerikanern 77.511 Schwedisch und 1980 sogar noch 100.886 (gegenüber 80.723 bzw. 113.227, die damals Norwegisch sprachen).
In Kanada wurden 2006 mehr als 28.000 Schweden sowie weitere 306.000 Schwedischstämmige gezählt.